# 坎德雷胡區
坎德雷胡區，是馬達加斯加的行政區，位於該國北部，由貝齊博卡區負責管轄，首府設於坎德雷胡，面積6,816平方公里，2011年人口19,604，人口密度每平方公里3人。